# Kirsten Bomblies

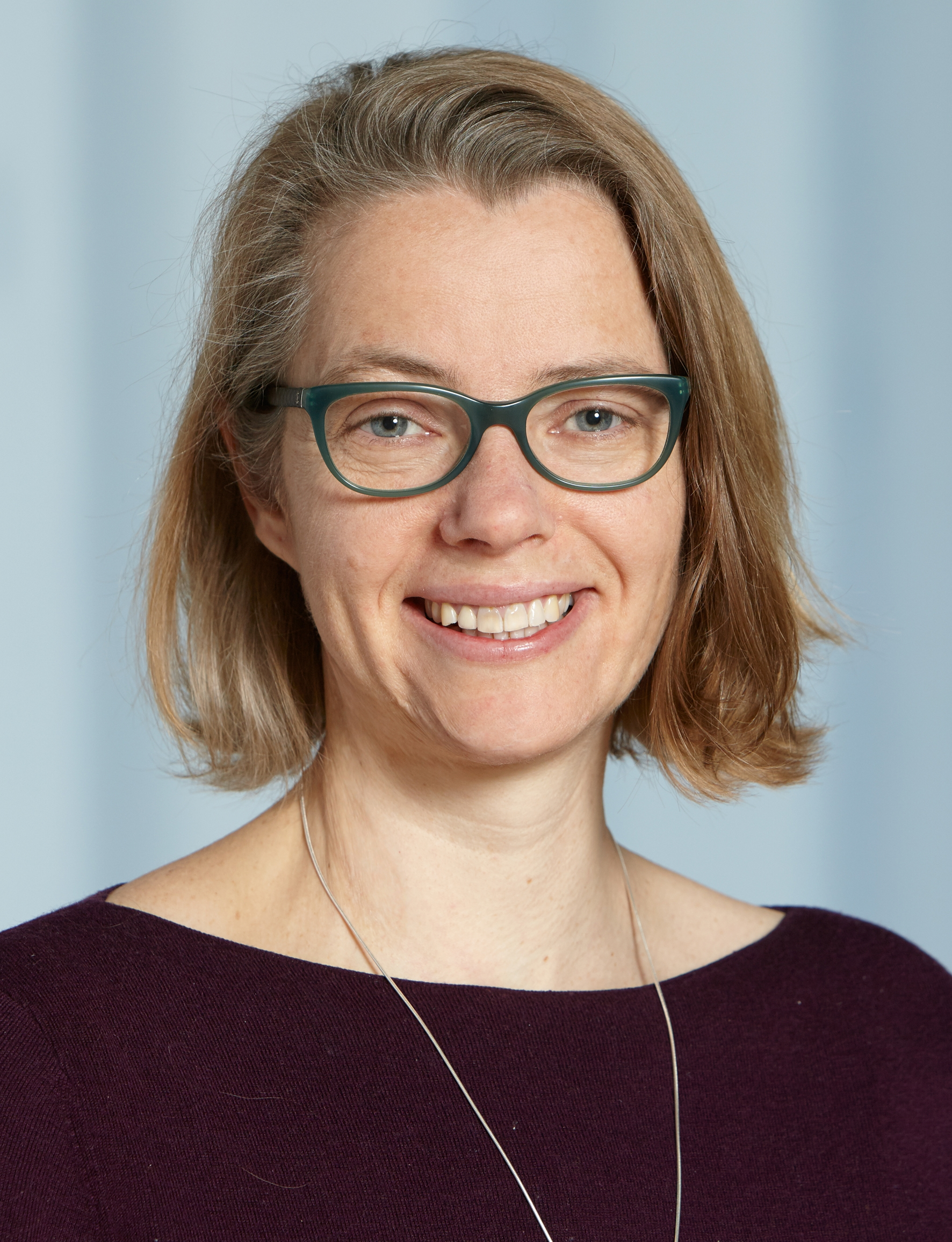
Kirsten Bomblies (2019)

Kirsten Bomblies (* 1973 in Deutschland) ist eine deutsche Biologin. Seit 2019 lehrt sie als ordentliche Professorin für Molekulare Pflanzenwissenschaften an der ETH Zürich.

## Leben
Kirsten Bomblies wurde 1973 in Deutschland geboren. 1981 zog sie mit ihren Eltern in die USA, wo sie zunächst in Pennsylvania und Arizona lebten, bis sie sich 1985 in Castle Rock im US-Bundesstaat Colorado niederließen. Dort besuchte Kirsten Bomblies die Douglas County High School. Danach studierte sie an der University of Pennsylvania und schloss 1996 mit dem Bachelor of Arts ab. Später zog sie für fünf Jahre nach Madison, um an ihrer Promotion zu arbeiten. 2004 erlangte sie an der University of Wisconsin–Madison den Ph.D. in Genetik mit einer Dissertation über die Geschichte der Maisdomestikation (Roles of the duplicate FLORICAULA/LEAFY orthologs, zfl1 and zfl2, in maize development and domestication). Anschließend war sie von 2004 bis 2009 als Postdoc bei Detlef Weigel am Max-Planck-Institut für Entwicklungsbiologie in Tübingen tätig und erforschte die Evolution der Autoimmunität in Pflanzen. 2008 erhielt sie eine mit 500.000 US-Dollar verbundene MacArthur Fellowship.
2009 begann Kirsten Bomblies als Assistant Professor of Organismic and Evolutionary Biology an der Harvard University zu lehren. Später wurde sie dort zum Thomas D. Cabot Associate Professor of Organismic & Evolutionary Biology ernannt. Sie leitete in Harvard ein Labor, in dem sie ihre Forschungen zur Evolution der Meiose als Reaktion auf Habitatveränderungen und Genomduplikation begann. 2015 zog sie mit ihrem Labor in das John Innes Centre im englischen Norwich, wo sie als Projektleiterin tätig war. Zugleich war sie Honorarprofessorin an der University of East Anglia. 2016 erhielt sie einen ERC Consolidator Grant.
Seit 1. März 2019 lehrt Kirsten Bomblies als ordentliche Professorin für Molekulare Pflanzenwissenschaften an der ETH Zürich. Dort ist sie stellvertretende Leiterin des Instituts für Molekulare Pflanzenbiologie. Schwerpunkt ihrer Forschung sind die Selektionskräfte, die die Evolution von Pflanzen antreiben, und die molekularen Grundlagen der Anpassung. Sie veröffentlicht wissenschaftliche Artikel in Fachzeitschriften wie Nature, Nature Reviews Genetics und PLOS Biology. Ihr h-Index beträgt 43.
Neben ihrer wissenschaftlichen Arbeit ist Kirsten Bomblies auch als Illustratorin, Zeichnerin und Malerin tätig.

## Publikationen (Auswahl)
- Kirsten Bomblies et al.: Duplicate FLORICAULA/LEAFY homologs zfl1 and zfl2 control inflorescence architecture and flower patterning in maize. In: Development. 2003, 130 (11), S. 2385–2395.
- Kirsten Bomblies, Detlef Weigel: Hybrid necrosis: autoimmunity as a potential gene-flow barrier in plant species. In: Nature Reviews Genetics. 2007/5, 8 (5), S. 382–393.
- Kirsten Bomblies et al.: Autoimmune response as a mechanism for a Dobzhansky-Muller-type incompatibility syndrome in plants. In: PLoS biology. 2007/9, 5(9), e236.
- Kirsten Bomblies et al.: Local-Scale Patterns of Genetic Variability, Outcrossing, and Spatial Structure in Natural Stands of Arabidopsis thaliana. In: PLoS genetics. 26. März 2010, 6(3).
- Kirsten Bomblies: Learning to tango with four (or more): the molecular basis of adaptation to polyploid meiosis. In: Plant reproduction. 2023/3, 36/1, S. 107–124.